# Anua cancellata
Anua cancellata är en fjärilsart som beskrevs av Saalmüller 1891. Anua cancellata ingår i släktet Anua och familjen nattflyn. Inga underarter finns listade i Catalogue of Life.